# Quagga
De quagga (Equus quagga quagga) is een uitgestorven ondersoort van de steppezebra (Equus quagga) die leefde in Zuid-Afrika. Zijn naam is een klanknabootsing van het blaffende geluid dat zebra's maken. De Europese kolonisten namen de term over van de oorspronkelijke Khoikhoi-bevolking.

## Tekening
De quagga was bijzonder getekend. De kenmerkende zwart-witte zebrastrepen reikten bij de quagga niet verder dan halverwege zijn romp. Zijn benen – en soms ook zijn billen – waren wit of gelig. De rest van zijn vacht was roodbruin of kastanjebruin. Dit past in de vervaging in het strepenpatroon bij steppezebra's van noord tot zuid. De rode en bruine schaduwstrepen die je bij andere steppezebra's ziet, hadden bij de quagga het zwart-witte patroon grotendeels verdrongen.

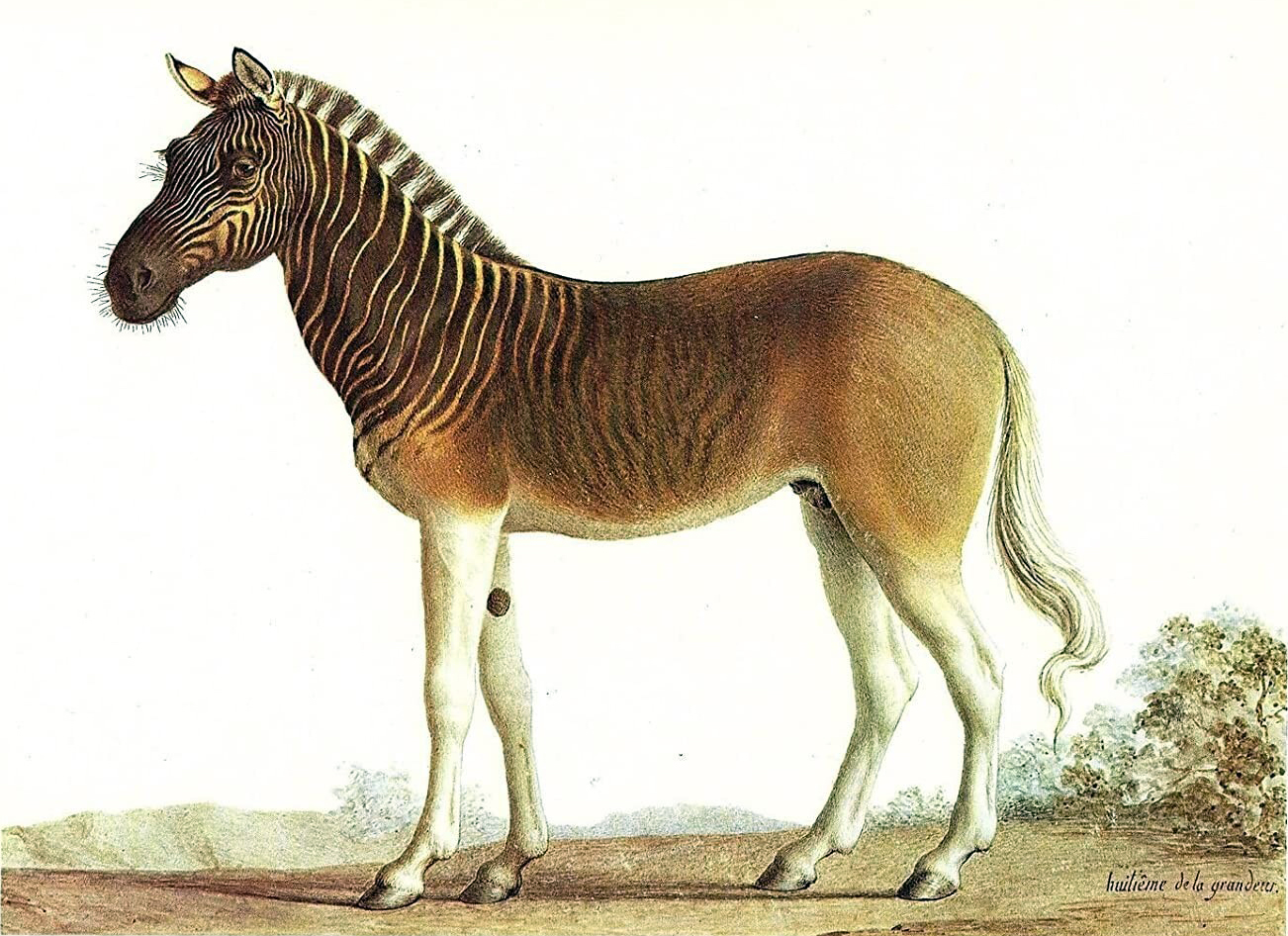
Quagga
(1793), Nicolas Maréchal

## Leefgebied
Waarschijnlijk begon het leefgebied van de quagga achter de bergen bij Kaapstad, op de droge vlaktes van de Karoo. Van daar waaierde het uit naar het oosten en noordoosten. Voorbij de Vaalrivier kwam de quagga niet voor en in het oosten werd zijn habitat waarschijnlijk begrensd door de Grote Keirivier.

## Uitsterven
Het uitsterven van de quagga valt samen met de kolonisatie van Zuid-Afrika. Rond 1800 leefden er nog grote groepen quagga's; de meest betrouwbare schatting is een totale oorspronkelijke populatie van 50.000 dieren. De Boeren die na de Engelse machtsovername het land introkken, schoten de quagga af om het land vrij te maken voor hun eigen vee. De huiden gebruikten ze voor schoenen en voedselzakken; het vlees ging naar hun arbeiders en slaven. In 1870 werd voor de laatste keer een quagga gevangen. Omstreeks 1873 stierf de laatste quagga in de Oranje Vrijstaat. Na de dood van dit dier waren er nog maar twee quagga's over, in dierentuinen in Berlijn en Amsterdam. De laatste quagga in gevangenschap stierf op 12 augustus 1883 in Amsterdam in Artis.

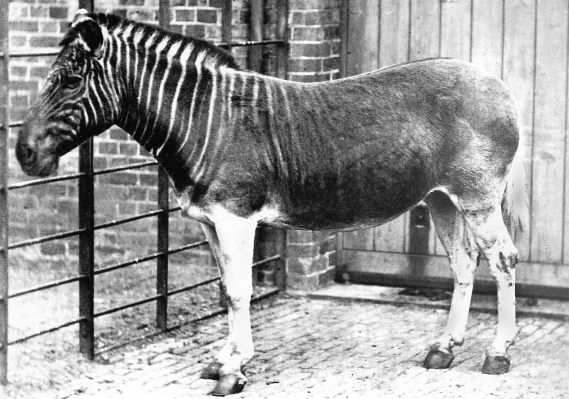
Quagga in London Zoo in 1870

Aan het begin van de twintigste eeuw werden her en der in Europa fokprogramma's opgezet om bedreigde diersoorten voor uitsterven te behoeden. Deze vorm van natuurbescherming kwam voor de quagga te laat. Een complicerende factor was de spraakverwarring tussen de kolonisten in Zuid-Afrika en de natuuronderzoekers in Europa. De eersten duidden op een gegeven moment ook de Burchellzebra, de noordelijke buurman van de quagga, aan als 'quagga'. Wanneer de geleerden informeerden naar de stand van de quagga, kregen ze te horen dat die nog volop aanwezig was. Zo kon het ook gebeuren dat het tot 1889 duurde voordat het uitsterven van de quagga werd opgemerkt.

## Wetenschappelijke indeling
Pas lang na het uitsterven van de quagga kwam er duidelijkheid over de taxonomische positie van de soort. Het dier was altijd als een aparte soort beschouwd, naast de bergzebra en de steppezebra. Genetisch onderzoek uit 1984 maakte duidelijk dat de quagga moest worden ingedeeld bij de steppezebra's. Het onderzoek werd deels mogelijk gemaakt door de Duitse taxonoom Reinhold Rau, die Amerikaanse onderzoekers weefsel gaf dat afkomstig was van een slecht opgezette quagga in Mainz. De uitkomsten van het onderzoek leidden er uiteindelijk toe dat in 2004 alle steppezebra's werden ingedeeld onder Equus quagga. De quagga was de eerste steppezebra die ooit beschreven was; het zogenoemde 'prioriteitsbeginsel' van de zoölogische nomenclatuur schrijft dan voor dat alle ondersoorten met die soortnaam worden aangeduid.

## Herintroductie
Nadat duidelijk was geworden dat de quagga een steppezebra was, startte Reinhold Rau in 1987 een project om de quagga terug te fokken, het zogenaamde Quagga Project. Rau is in 2006 overleden, maar het project loopt nog steeds. Men gebruikt lichtgekleurde Burchellzebra's en probeert daarmee op quagga's gelijkende dieren te fokken. Wetenschappers hebben kritiek geuit op het programma. Zij zeggen dat quagga's en Burchellzebra's genetisch op veel meer fronten verschillen dan uiterlijk alleen. De Rau Quagga's worden echter door de Zuid-Afrikaanse overheid als landras erkend.

## In museumcollecties
De laatste quagga is in het Zoölogisch Museum van Artis opgezet door Friedrich Kerz, een van de eerste professionele preparateurs, en bevindt zich nu in de collectie van Naturalis. Het preparaat is te kwetsbaar om permanent tentoongesteld te worden. Het behoort wel tot de vijfentwintig topstukken van de in 2021 getoonde jubileumtentoonstelling.
Naturalis bezit daarnaast een opgezette hengst uit Kaap de Goede Hoop. In totaal worden er drieëntwintig opgezette quagga's in wereldwijde museumcollecties bewaard.

## Trivia
- In het fictie-verhaal Jurassic Park is de quagga het eerste dier dat door InGen werd gekloond. Hier gebruikt men een andere techniek: via het geïsoleerde DNA op een artefact (vel, bot) slaagde men erin een nieuw embryo te maken en het in de baarmoeder van een zebra in te planten. In werkelijkheid is deze techniek (nog) te moeilijk. De schrijver van Jurassic Park, Michael Crichton, heeft in interviews laten doorschemeren dat hij zich voor zijn boek heeft laten inspireren door het DNA-onderzoek naar de quagga uit 1984.
- In Elementary aflevering 3.15 worden uit twee zebra's twee quagga geboren door middel van genetische manipulatie.